# West Memphis
La ville de West Memphis est située dans le comté de Crittenden, dans l'Arkansas, aux États-Unis. Avec 26 245 habitants en 2010, population estimée à 24 636 habitants en 2018, c'est la ville la plus peuplée du comté. West Memphis fait partie de l'agglomération de Memphis. Elle est peuplée en majorité d'Afro-Américains.

## Démographie
| Groupe          | West Memphis | Arkansas | États-Unis |
| --------------- | ------------ | -------- | ---------- |
| Afro-Américains | 63,5         | 15,4     | 12,6       |
| Blancs          | 34,4         | 77,0     | 72,4       |
| Métis           | 1,0          | 2,0      | 2,9        |
| Autres          | 0,6          | 3,6      | 6,4        |
| Asio-Américains | 0,4          | 1,2      | 4,8        |
| Amérindiens     | 0,2          | 0,8      | 0,9        |
| Total           | 100,0        | 100,0    | 100,0      |
|                 |              |          |            |
| Hispaniques     | 1,6          | 6,4      | 16,7       |

Selon l'American Community Survey, pour la période 2011-2015, 98,03 % de la population âgée de plus de 5 ans déclare parler l'anglais à la maison, 0,87 % l’espagnol et 1,10 % une autre langue.
| 1930 | 1940  | 1950  | 1960   | 1970   | 1980   |
| ---- | ----- | ----- | ------ | ------ | ------ |
| 895  | 3 369 | 9 112 | 19 374 | 26 070 | 28 138 |

| 1990   | 2000   | 2010   | - | - | - |
| ------ | ------ | ------ | - | - | - |
| 28 259 | 27 666 | 26 245 | - | - | - |

## Patrimoine religieux
- Église Saint-Michel (catholique)

## Personnalité liée à la ville
- Marcus Brown, joueur de basket-ball
- Betty Blue, playmate (Miss novembre 1956 de Playboy).

## Source
- (en) Cet article est partiellement ou en totalité issu de l’article de Wikipédia en anglais intitulé « West Memphis, Arkansas » (voir la liste des auteurs).

1. ↑  (en) « Population and Housing Unit Estimates » (consulté le 24 juillet 2019)
2. ↑  (en) « Census of Population and Housing », Census.gov (consulté le 4 juin 2015)
3. ↑  (en) « West Memphis, AR Population - Census 2010 and 2000 », sur censusviewer.com.
4. ↑  (en) « Population of Arkansas - Census 2010 and 2000 », sur censusviewer.com.
5. ↑  (en) « Language spoken at home by ability to speak English for the population 5 years and over », sur factfinder.census.gov.
6. ↑  « Statistiques des États-Unis - Arkansas - Profils des communautés de 2010 » (consulté en novembre 2020)